# Гражданство Израиля

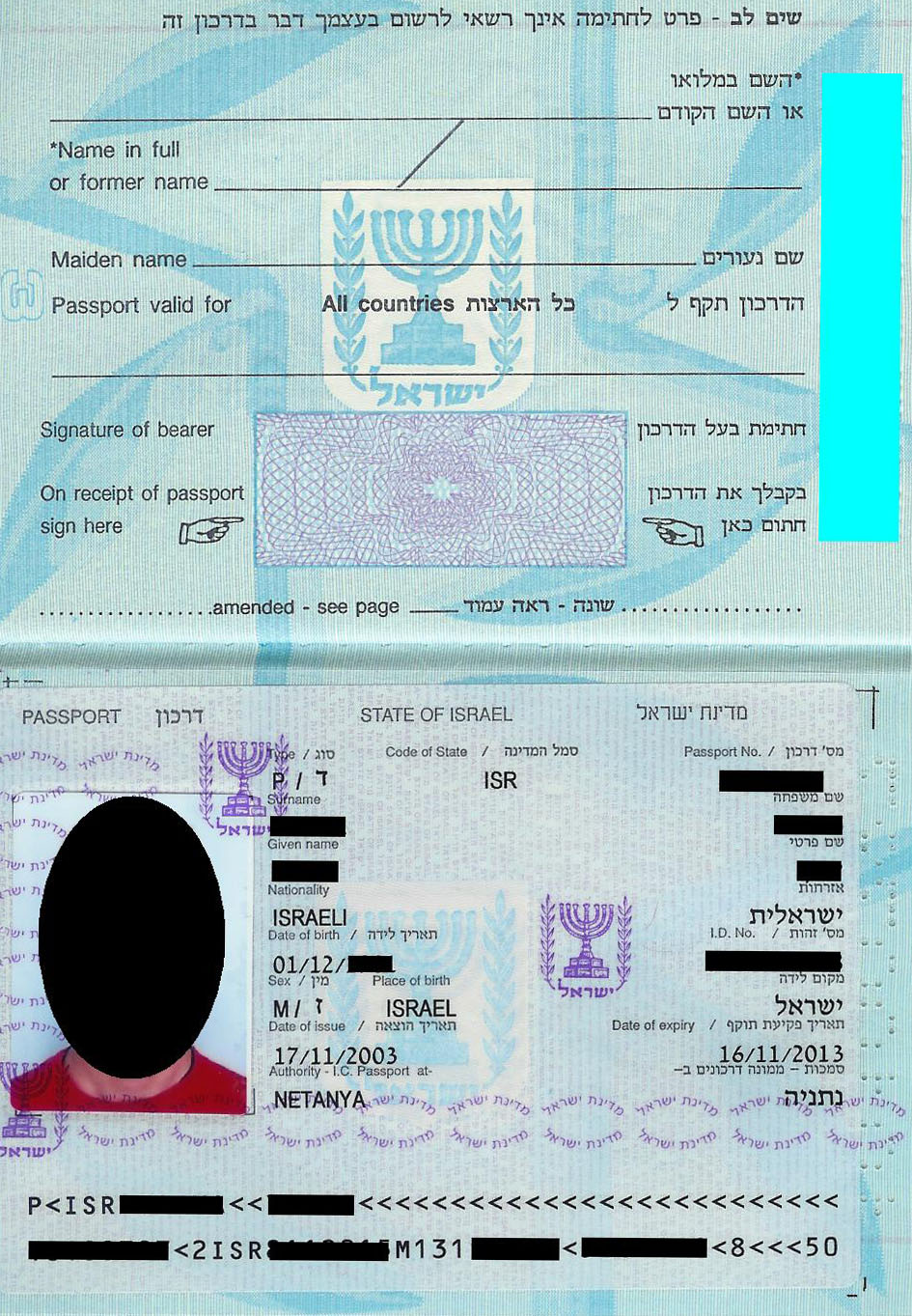
Паспорт гражданина Израиля

Гражданство Израиля — система политико-правовых отношений человека и государства Израиль, выражающаяся в их взаимных правах и обязанностях.
Условия приобретения и прекращения гражданства Израиля предусмотрены израильским законодательством, в первую очередь «Законом о гражданстве», принятым 1 апреля 1952 года.

## Приобретение гражданства
Гражданство может быть получено:
- По праву рождения от родителей — граждан Израиля.
- На основании Закона о возвращении.
- Путём натурализации.

По праву рождения гражданство автоматически предоставляется, если человек:
- Родился в Израиле от матери или отца, являющихся гражданами Израиля.
- Родился вне Израиля, если хотя бы один из родителей был гражданином Израиля[1].
- Родился после смерти одного из родителей, который был гражданином Израиля.

Гражданство Израиля базируется на принципе jus sanguinis («право крови»). При этом израильский подход к определению этого права является более фундаментальным, чем в европейском законодательстве, что выражается в первую очередь в «Законе о возвращении».
«Закон о возвращении» не имеет аналогов в мире. По этому закону любой еврей имеет право репатриироваться в Государство Израиль. Закон о возвращении является правовой основой для предоставления израильского гражданства по «Закону о гражданстве». Право на репатриацию и гражданство распространяется также на супругов, детей и внуков евреев, все они считаются гражданами с момента прибытия в Израиль без прохождения квалификационного периода.
Закон о возвращении не распространяется на лиц, занимавшихся или занимающихся деятельностью, направленной против еврейского народа, или представляющих угрозу общественному порядку и безопасности страны.
Приобретение гражданства путём натурализации возможно с согласия министра внутренних дел. Для этого необходимо выполнение ряда условий, среди которых нахождение в Израиле на момент заявления, нахождение в Израиле не менее трёх из последних пяти лет, намерение и возможность обосноваться в Израиле (источник доходов, наличие имущества и т. п.), отказ от предыдущего гражданства.
С 1999 года гражданство супругу гражданина Израиля предоставляется путём натурализации, за исключением случая, когда супруг к моменту прибытия в Израиль уже находится в браке с тем, кто впервые репатриируется — в этом случае гражданство супругу предоставляется по Закону о возвращении.
Право на получение израильского гражданства регламентируется Законом о гражданстве и Законом о возвращении. Закон о гражданстве определяет права, проистекающие из рождения, брака и воссоединения семей. Закон о возвращении наделяет правом на репатриацию (алию) и, соответственно, получение израильского гражданства евреев, детей евреев, внуков евреев и их жён и мужей. В некоторых случаях вдовы евреев, детей евреев и внуков евреев тоже обладают правом на израильское гражданство, но здесь за последние несколько лет Министерство внутренних дел Израиля навязывает особое прочтение закона. Позиция МВД Израиля относительно вдов детей и внуков евреев, согласно которой Закон о возвращении на них не распространяется, оспаривается в Верховном суде.

## Поправки от 1970 года
В поправках от 1970 года, Законом о возвращении был расширен перечень тех, кто имеет право на получение израильского гражданства. Это:
- лица, у которых в официальном документе в графе «национальность» написано «еврей» («еврейка»);
- дети евреев (даже по отцу);
- внуки лиц еврейской национальности (если бабушка или дедушка — евреи).

## Прекращение гражданства
Процесс отказа от израильского гражданства предназначен для израильтян, проживающих за рубежом и желающих по какой-либо причине выйти из гражданства. Для этого нужно представить соответствующую декларацию, подкрепляющие ее документы и заявление в МВД Израиля с просьбой дать согласие на выход из гражданства.
Решение о согласии на выход из гражданства принимает исключительно министр внутренних дел Израиля либо его уполномоченный, и пока такого согласия не дано, заявитель по-прежнему остается гражданином Израиля.
По ряду причин министр внутренних дел имеет право отказать в прошении.
Желающий подать заявление на отказ от израильского гражданства должен лично явиться в консульский отдел израильской миссии по месту жительства, предварительно убедившись, что он является гражданином и его статус военнообязанного урегулирован; актуальное семейное положение и дети зарегистрированы в реестре населения Израиля; долги, налоговые обязательства и прочие взыскания отсутствуют.